# 피에르프란체스코 파비노
피에르프란체스코 파비노(이탈리아어: Pierfrancesco Favino, 1969년 8월 24일~)는 이탈리아의 배우이다.

## 출연 작품
- 삼총사: 마지막 미션 : 달타냥 역
- 배신자 : 토마소 역
- 아다지오 : 로미오 '카멜로' 바레타 역
- 마리아 : 페루치오 탈리아비니 역